# Мая (крейсер)

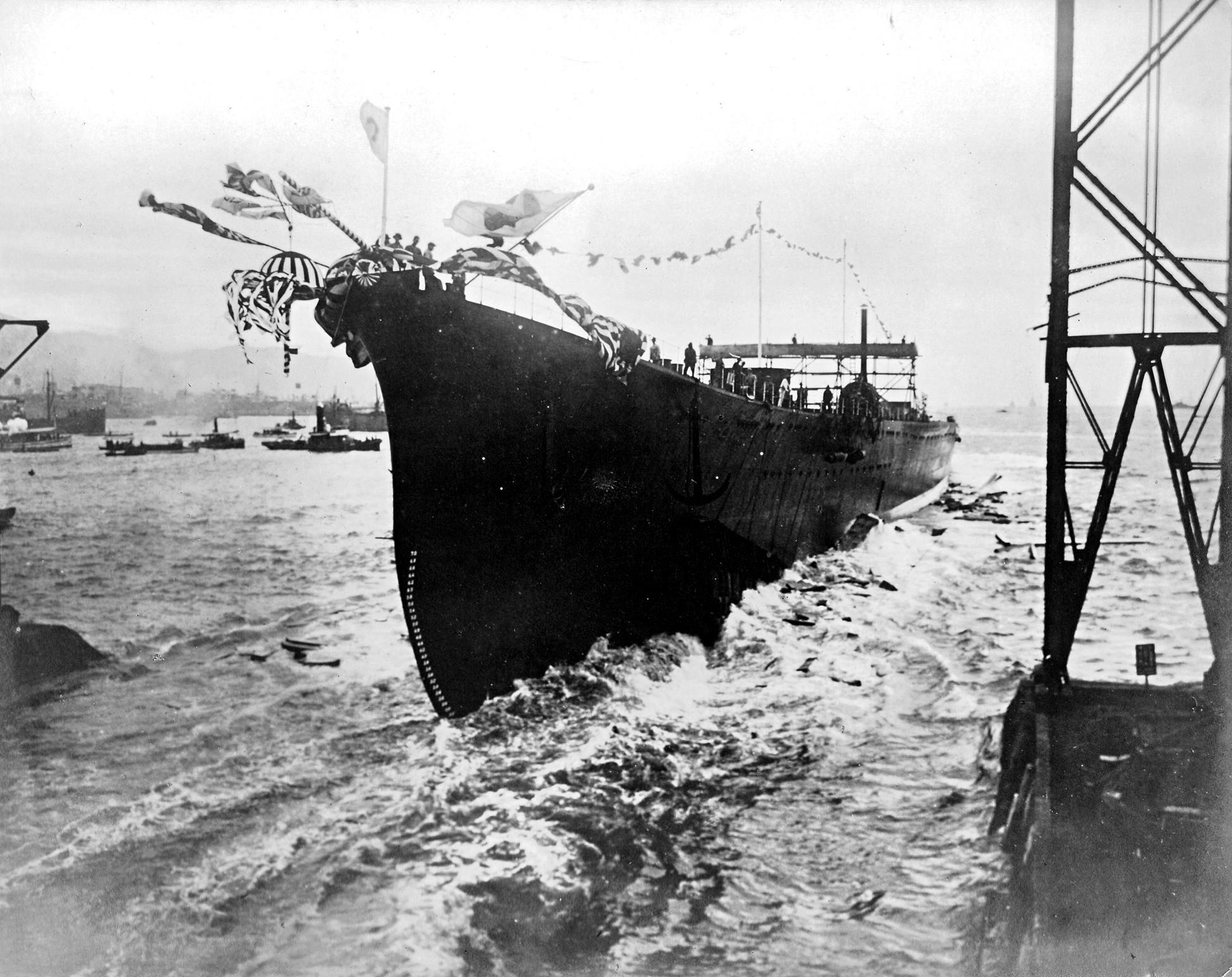
Спуск Мая, 8 листопада 1930

Мая (Maya, яп. 摩耶) — важкий крейсер Імперського флоту Японії, який брав участь у Другій світовій війні.
Корабель, який належав до крейсерів типу «Такао», спорудили у 1932 році на верфі компанії Kawasaki у Кобе.
Відомо, що 20—21 серпня 1937-го на тлі початку Другої японо-китайської війни, Мая разом з великою групою важких крейсерів та есмінців вирушив до узбережжя Центрального Китаю, де з 13 серпня почались бої у Шанхаї. Загін доправив сюди військовослужбовців і 22 серпня відбулась висадка японського десанту за кілька десятків кілометрів на схід від Шанхаю, що зменшило тиск китайських військ на значно менш численний гарнізон, який японці утримували у певній зоні міста після конфлікту 1932 року («Інцидент 28 січня»).
2 грудня 1941-го Мая прибув з Японії до Мако (важлива база японського ВМФ на Пескадорських островах у південній частині Тайванської протоки). Він належав до 4-ї дивізії крейсерів, проте відповідно до складеного японським командуванням плану цей підрозділ не вступав у війну єдиним загоном. Зокрема, Мая призначили для підтримки на Філіппіни з північного напрямку та приєднали до двох крейсерів 16-ї дивізії — важкого «Асігара» та легкого «Кума». 7 грудня вони вийшли в море під охороною есмінців «Асакадзе» та «Мацукадзе» і протягом наступних кількох діб забезпечували дистанційне прикриття допоміжних десантів, які спершу висадили на острови Бабуян та Батанес у Лусонський протоці, а 10 грудня до Апаррі та Вігану на північному завершенні острова Лусон. При цьому 10 та 11 грудня загін тричі невдало атакували літаки (двічі літаючі човни «Каталіна» та один раз горизонтальні бомбардувальники B-17 «Літаюча фортеця»), а 14 числа він повернувся до Мако.
19 грудня 1941-го ті самі крейсери знову вийшли в море, цього разу як дистанційне прикриття висадки головних сил до затоки Лінгайєн (північно-західне узбережжя Лусона). Остання успішно відбулася в ніч проти 22 грудня, а вже 23 грудня крейсери були в Мако.
Операція на Філіппінах розвивалась успішно і 31 грудня 1941-го Мая під охороною 2 есмінців полишив Мако, щоб прикривати проходження Третього Малайського конвою, який віз підкріплення на півострів Малакка, де японські війська висадились ще в день початку бойових дій 8 грудня (події відбувались по іншу сторону лінії зміни дат від Перл-Гарбору). Втім, група Мая виконувала зазначене завдання лише на початковому етапі та 4 січня прибула до бухти Камрань у центральному В'єтнамі, тоді як конвой досягнув пункту призначення 8 числа (можливо відзначити, що 5 січня з Камрані для охорони транспортів вийшли два інші важкі крейсери).
Одразу після цього Мая перенаправили до ще одного бойового напрямку, де японські війська розвивали наступ на схід Нідерландської Ост-Індії з півдня Філіппін. Спершу крейсер прибув до Мако, а вже 6 січня 1942-го вийшов звідси під охороною есмінця «Акацукі» та 12 січня прибув на Палау на заході Каролінського архіпелагу. За кілька діб сюди прибуло з'єднання адмірала Кондо, яке спершу також виділили для підтримки дій на малайському та північно-філіппінському напрямках, а тепер перекинули на схід. Його головну силу становили 2 лінкори та 2 важкі крейсери з 4-ї дивізії, разом з якими тепер мав діяти й Мая.
21 січня 1942-го з Палау вийшли два ударні авіаносці, що мали завдати удару по острову Амбон. З'єднання Кондо прикривало цю операцію, розділившись на два загони, що діяли на південь та захід від Палау. Мая перебував у складі останнього, що безпосередньо супроводжував авіаносці. 24 січня останні нанесли удар по Амбону, 25 числа зайшли до Давао (на південному узбережжі філіппінського острова Мінданао), а 28 січня повернулись на Палау. Того ж дня сюди прибув і Мая.
16 лютого 1942-го Мая разом зі ще одним важким крейсером із загону Кондо вийшов для дистанційного прикриття ударного авіаносного з'єднання, яке рушило в рейд на австралійський порт Дарвін. 21 числа вони прибули до затоки Старінг-Бей на південно-східному півострові острова Целебес (тут певний час базувались значні сили японського флоту).
25 лютого 1942-го Мая та два інші важкі крейсери 4-ї дивізії під прикриттям есмінців «Арасі» та «Новакі» вийшли зі Старінг-Бей в межах операції по вторгненню на Яву. Вони складали один із загонів, що мали перехоплювати ворожі кораблі та судна, які спробують полишити цей головний острів Нідерландської Ост-Індії. Ввечері 2 березня Мая та есмінці перехопили британський есмінець HMS Stronghold і потопили його артилерійським вогнем. 4 березня загін Мая у повному складі зустрів конвой, що прямував із Чілачапа (південне узбережжя Яви) до австралійського Фрімантлу. Конвой, до якого входили три транспорти під ескортом шлюпа та тральщика, був повністю втрачений для союзників (усі крейсери брали участь у бою, проте вважається, що вирішальний внесок у потоплення шлюпу Yarra зробив крейсер «Атаго», а судно Tjisaroea захопили есмінці). 7 березня «Мая» повернувся до Старінг-Бей.
11—18 березня 1942-го Мая прослідував до японського порту Йокосуку, де пройшов короткостроковий ремонт. При цьому його зенітне озброєння підсилили двома спареними установками 25-мм зенітних автоматів.
18 квітня 1942-го американські літаки здійснили перший наліт на Японію («рейд Дуліттла»). У спробі наздогнати ворога японський флот вийшов у море, зокрема, до операції залучили Мая та два інші крейсери 4-ї дивізії. Втім, досягнути якихось результатів не вдалось і 25 квітня Мая повернувся до Японії.
22—26 травня 1942-го Мая в межах підготовки мідвейсько-алеутської операції прослідував до Омінато (важлива база ВМФ на північному завершенні Хонсю), де збиралось велике угруповання для дій на Алеутах. Мая та інший важкий крейсер увійшли до загону адмірала Какути, основну силу якого складали 1 авіаносець та 1 легкий авіаносець. 27 травня — 2 червня він перейшов до Парамуширу (Курильські острови), а наступної доби рушив для удару по Датч-Гарбору (головній базі американців на Алеутах, розташованій на сході архіпелагу). Під час операції кожен з важких крейсерів запустив по 2 розвідувальні гідролітаки, 2 з яких були збиті і 2 пошкоджені ворожими винищувачами. З 6 червня авіаносна група приєдналась до інших сил угруповання та прикривала висадки на острови Атту і Киска (західна частина Алеутського архіпелагу). 24 червня угруповання повернулось до Японії.

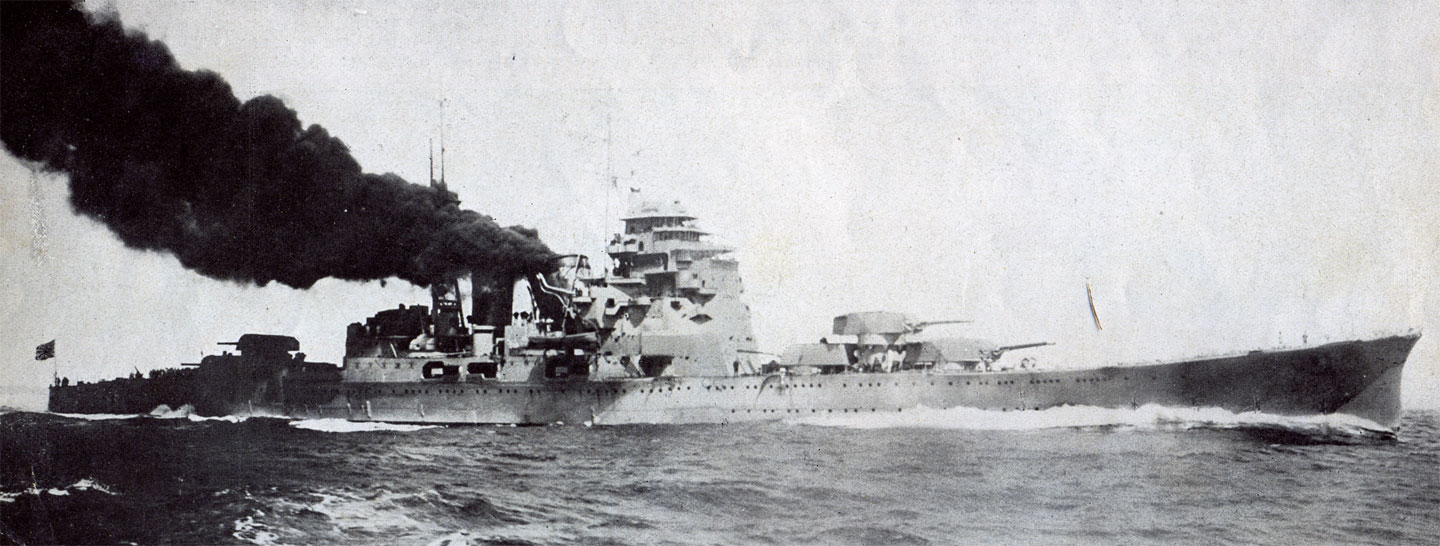
Знімок «Мая» від 1 червня 1933 року

7 серпня 1942-го союзники висадились на сході Соломонових островів, що започаткувало шестимісячну битву за Гуадалканал та змусило японське командування перекидати сюди підкріплення. 11 серпня Мая вийшов із Йокосуки у складі великого загону надводних кораблів, який загалом налічував 1 лінкор, 5 важких крейсерів та 1 гідроавіаносець під охороною легкого крейсера та 10 есмінців. 17 серпня вони прибули на атол Трук у центральній частині Каролінських островів (тут ще до війни створили потужну базу японського ВМФ, з якої до лютого 1944-го провадились операції у цілому ряді архіпелагів). 20 серпня з Труку в межах операції по проведенню конвою з великими підкріпленнями для Гуадалканалу вийшли кілька з'єднань, зокрема, Мая разом зі ще 4 важкими крейсерами під охороною легкого крейсера та 5 есмінців становив головні сили адмірала Кондо. 24 серпня відбулась битва авіаносних з'єднань біля східних Соломонових островів, а на наступний день рух конвою виявився остаточно припиненим унаслідок ударів авіації з наземних аеродромів. Певний час кораблі Кондо, які так і не вступили у бій з надводними силами ворога, перебували в морі, а 5 вересня повернулись на Трук.
9 вересня 1942-го Мая вийшов з Труку у складі з'єднання із 2 лінкорів та 5 важких крейсерів, щоб у взаємодії з іншим угрупованням (2 авіаносці, легкий авіаносець, 2 лінкори та 3 важкі крейсери) патрулювати північніше від Соломонових островів в межах підтримки операцій на Гуадалканалі. Втім, на цей раз до якогось зіткнення з супротивником не дійшло і 23 вересня японські сили повернулись на Трук.
11 жовтня 1942-го Мая вийшов з Труку у складі головних сил адмірала Кондо, які включали 2 лінкори і ще 3 важкі крейсери (а також 2 придані їм важкі авіаносці). Разом з двома іншими з'єднаннями (всього 2 важкі та 1 легкий авіаносці, 2 лінкори та 4 важкі крейсери) вони знову мали завдання підтримати операції на Гуадалканалі. На цей раз японці діяли значно активніше, зокрема, тричі відряджали загони для бомбардування розташованого на острові аеродрому Гендерсон-Філд. Останню з таких операцій провели Мая та ще один важкий крейсер «Мьоко», які під прикриттям легкого крейсера та 7 есмінців наблизились до Гуадалканалу в ніч на 16 жовтня. Мая випустив по цілі 450 снарядів головного калібру, на десяток більше додав «Мьоко», втім, це бомбардування не мало такого ж успіху як проведене за три доби до того лінкорами, коли були знищені близько чотирьох десятків літаків. В останній декаді жовтня відбулась битва біля островів Санта-Круз, під час якої все вирішила дуель авіаносців, а надводні сили так і не вступили у бій. 30 жовтня 1942-го кораблі Кондо повернулись на Трук.
3—5 листопада 1943-го Мая разом з іншим важким крейсером «Судзуя» прослідували з Труку до якірної стоянки Шортленд — прикритої групою невеликих островів Шортленд акваторії біля південного завершення острова Бугенвіль, де зазвичай відстоювались бойові кораблі та перевалювались вантажі для подальшої відправки далі на схід Соломонових островів. На той час японське командування готувалось до проведення великого конвою з підкріпленнями на Гуадалканал (що в підсумку вилилось у вирішальну битву надводних кораблів біля Гуадалканалу), при цьому напередодні підходу транспортів два лінкори мали провести артилерійський обстріл аеродрому Гендерсон-Філд (за місяць до того така операція була здійснена доволі вдало). Втім, в ніч проти 13 листопада біля Гуадалканалу цей загін перестріло американське з'єднання із крейсерів та есмінців, яке зазнало значних втрат, але зірвало обстріл аеродрому. Як наслідок, був екстрено сформований інший загін для обстрілу аеродрому, що включив «Мая» та «Судзуя», які в ніч проти 14 листопада змогли провести бомбардування. «Мая» випустив 485 снарядів головного калібру, втім, цього разу правильно накрити Гендерсон-Філд не вдалось. Декілька літаків були знищені, кілька десятків пошкоджено, проте основні сили авіаційного угруповання могли продовжувати діяти, що відіграло вирішальну роль у розгромі транспортного конвою 14 листопада. Цілями для атак стали і крейсери, що відходили після обстрілу. Була вражена щогла Мая, а один з літаків врізався в надбудову біля місця розташування зенітної артилерії, що викликало загоряння її 120-мм снарядів. Як запобіжний захід в умовах пожежі з Мая довелось відстрілювати торпеди, проте крейсер зміг успішно досягти Шортленду. Під час цього виходу загинуло 37 членів екіпажу Мая.
15 листопада 1942-го Мая прослідував через Рабаул (головна передова бази в архіпелазі Бісмарка на острові Нова Британія) до Кавієнгу (друга за значенням японська база в архіпелазі Бісмарка на північному завершенні острова Нова Ірландія), що знаходився на кількасот кілометрів далі від зони ворожих аеродромів аніж Рабаул та Шортленд. Тут Мая проходив аварійний ремонт, а 8 грудня вирушив на Трук, де відновлення продовжилось. 30 грудня 1942 — 5 січня 1943 крейсер прослідував до Йокосуки для завершального ремонту.

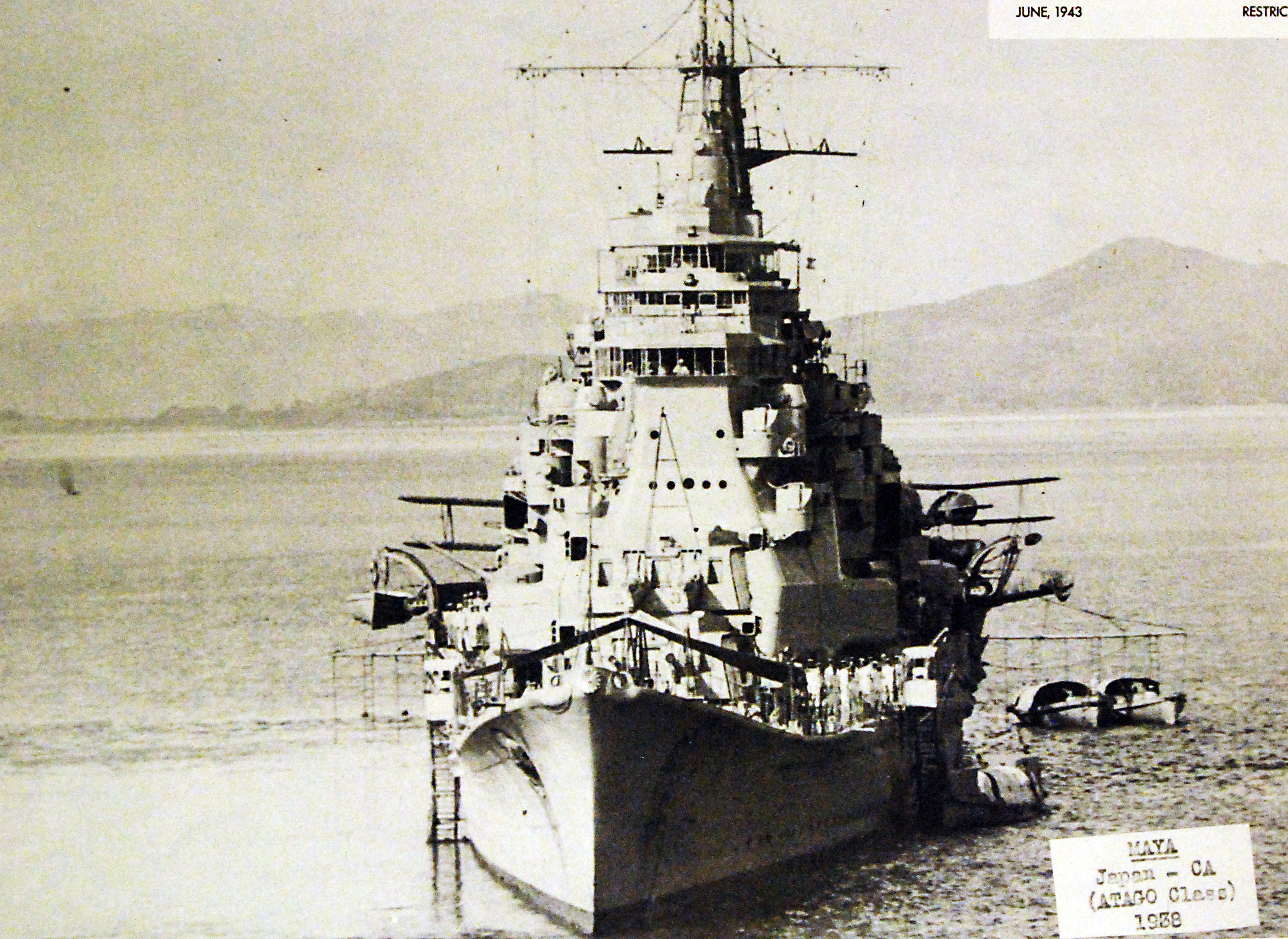
Вид на носову частину «Мая», 1938 рік

Наприкінці січня 1943-го Мая призначили для використання в північній зоні, 20—22 лютого корабель здійснив перехід до Омінато, а 24—27 лютого пройшов до Парамуширу. З 7 по 13 березня 1943-го Мая разом зі ще одним важким крейсером у супроводі 2 легких крейсерів та 5 есмінців прикривав транспортний загін (легкий крейсер та два транспорти), які 10 березня доставили припаси на Атту.
23 березня 1943-го Мая у складі того ж загону прикриття вийшов у море для охорони трьох транспортів, які прямували на Атту. На цей раз рейс був перерваний зіткненням 26 березня з американським з'єднанням біля Командорських островів. Далі відбувся кількагодинний бій, під час якого два американські легкі крейсери отримали пошкодження від артилерійського вогню (а от торпедний залп Мая не приніс жодного успіху). Мая також дістав певні пошкодження, що стосується транспортної операції, то вона була скасована і 28 березня кораблі повернулись на Парамушир. 31 березня Мая рушив до Йокосуки, де швидко провели ремонт бойових пошкоджень і 15—19 квітня крейсер прослідував до Омінато, а 27—29 квітня перейшов звідти на Шумшу (ще один острів Курильського архіпелагу).
11 травня 1943-го американці розпочали операцію по узяттю Атту під контроль, після чого 12 травня «Мая» вийшов у море, де зустрівся з есмінцем охорони. Втім, для висадки на Атту залучили великі сили й 15 травня крейсер повернувся на Курили до Парамуширу. Тут він перебував цілий місяць, після чого 18—21 червня прослідував до Омінато, але вже 1—5 липня здійснив зворотній перехід на Парамушир. На той час японці узялись за евакуацію гарнізону з Киски, і з 7 по 18 липня у морі перебував великий загін із легких крейсерів та есмінців, який мав зняти з острова бійців. При цьому з 10 по 15 липня Мая разом з іншим важким крейсером виходили з Парамуширу для виконання функції прикриття. В той раз через погану погоду евакуювати Киску не вдалось, проте в кінці місяця зазначене з'єднання легких сил під час другого походу все-таки змогло виконати завдання.
3—6 серпня 1943-го «Мая» полишив північну зону та прослідував з Парамушира до Йокосуки, де перебував до середини вересня. У цей період він пройшов доковий ремонт та отримав підсилене зенітне озброєння за рахунок встановлення 2 спарених установок 25-мм автоматів, що збільшило загальну кількість стволів такого калібру на кораблі до 16 одиниць.
15—20 вересня 1943-го «Мая» разом зі ще одним важким крейсером 4-ї дивізії перейшов з Японії на Трук. Після цього «Мая» з 22 по 27 вересня здійснив два рейси до Рабаула та назад, виконуючи завдання із перевезення військ.
На початку жовтня 1943-го американське авіаносне з'єднання нанесло удар по острову Вейк (північніше від Маршаллових островів) без жодної суттєвої реакції зі сторони ворожого флоту. Зате через пару тижнів японці на основі радіоперехоплення вирішили, що готується нова атака на Уейк, і 17 жовтня вислали з Труку до Еніветоку головні сили (3 авіаносці, 6 лінкорів, 8 важких крейсерів та інші кораблі), разом з якими прямував і «Мая». Цей флот кілька діб безрезультатно очікував ворога, при цьому 23 жовтня «Мая» виходив в район на південний захід від Вейка. У підсумку 26 жовтня японці повернулись на Трук.

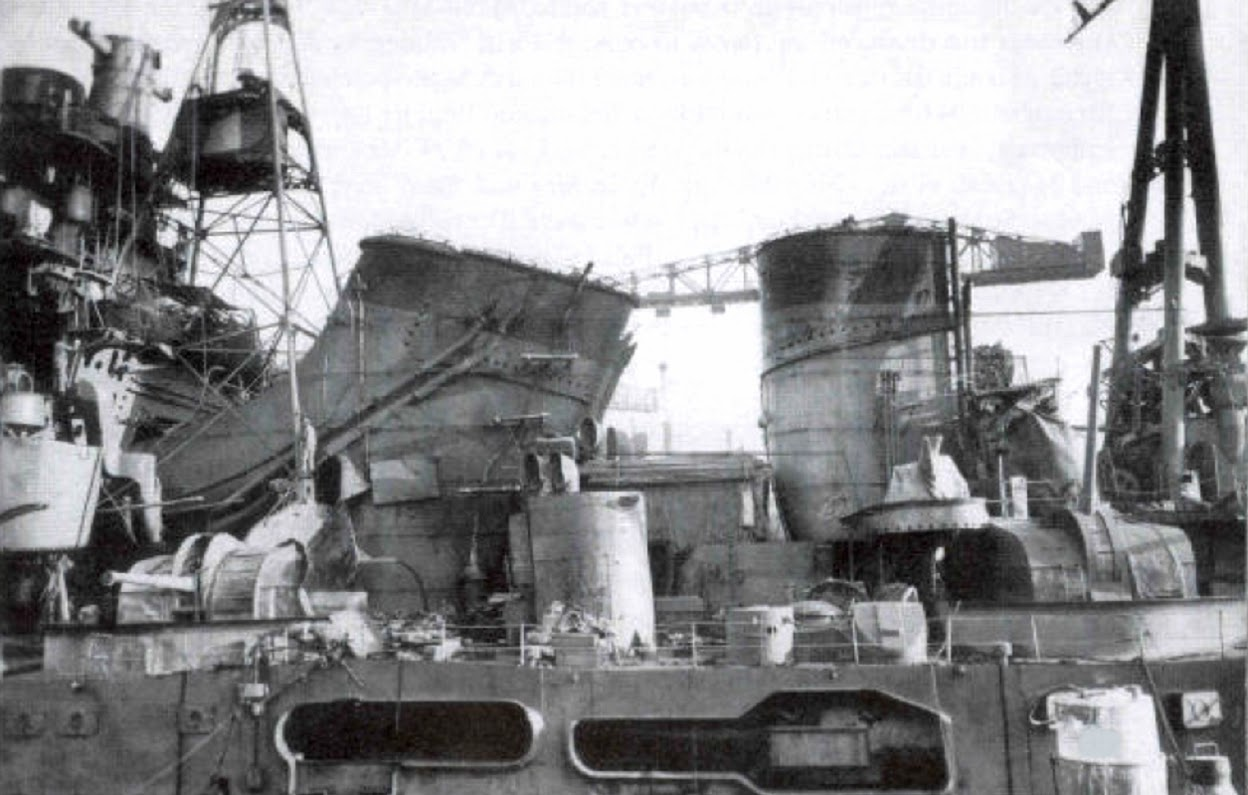
Пошкодження «Мая», отримані під час атаки авіації при відході від Гуадалканалу 14 листопада. Знято 6 січня 1943 у Йокосуці, куди крейсер прибув для ремонту

1 листопада 1943-го союзники здійснили висадку на острові Бугенвіль, лише за чотири сотні кілометрів на південний схід від Рабаула. З останнього в межах контрзаходів вийшов загін, найбільшими кораблями якого були два важкі крейсери, проте в ніч на 2 листопада він зазнав поразки в бою у затоці Імператриці Августи. Готуючись до нової контратаки, японське командування 3 листопада вислало з Труку до Рабаулу одразу сім важких крейсерів, і серед них «Мая». 5 листопада шість крейсерів досягнули пункту призначення (сьомий перенаправили для допомоги пошкодженим танкерам), проте цього ж дня Рабаул вперше став ціллю для американського авіаносного угруповання. Унаслідок атаки одразу 5 важких крейсерів отримали пошкодження, що фактично остаточно нейтралізувало загрозу для сил вторгнення на Бугенвіль (хоча японське командування помилково вважало, що ворожі сили суттєво послаблені внаслідок бою 2 листопада). «Мая» атакували літаки з авіаносця «Саратога», які уразили його однією бомбою. Вона вибухнула у машинному відділенні та викликала сильну пожежу, загинуло 70 членів екіпажу. Після проходження аварійного ремонту у Рабаулі «Мая» 11 листопада вийшов на Трук разом з плавучою базою підводних човнів «Чогей» під охороною легкого крейсера та 5 есмінців. Вже 12 листопада легкий крейсер та 2 есмінці відрядили для допомоги легкому крейсеру «Агано», торпедованому підводним човном, тоді як інші кораблі загону продовжили рух та 14 числа прибули на Трук. 28 листопада — 5 грудня Мая прослідував до Йокосуки у складі загону, який включав 1 легкий та 2 ескортні авіаносці під охороною 6 есмінців (можливо відзначити, що під час переходу ворожий підводний човен потопив ескортний авіаносець «Чуйо»).
До 9 квітня 1944-го Мая проходив ремонт та модернізацію у Йокосуці. При цьому з нього зняли одну башту головного калібру, 120-мм зенітні гармати та установки спарених 25-мм зенітних автоматів. Натомість були змонтовані шість спарених установок 127-мм зенітних гармат, 13 строєних та 9 одиночних установок 25-мм автоматів, а також 36 13,2-мм зенітних кулеметів. Також старі торпедні апарати замінили на чотири чотиритрубні.
21 квітня — 1 травня 1944-го «Мая» разом з лінкором та під охороною 4 есмінців пройшов у район Сінгапура до якірної стоянки Лінгга — на той час дії підводних човнів на комунікаціях вкрай ускладнили доставку палива до Японії, що призвело до рішення базувати головні сили поблизу від районів нафтовидобутку. Під час переходу кораблі заходили до Маніли, де вивантажили доправлені з Японії підкріплення та припаси.

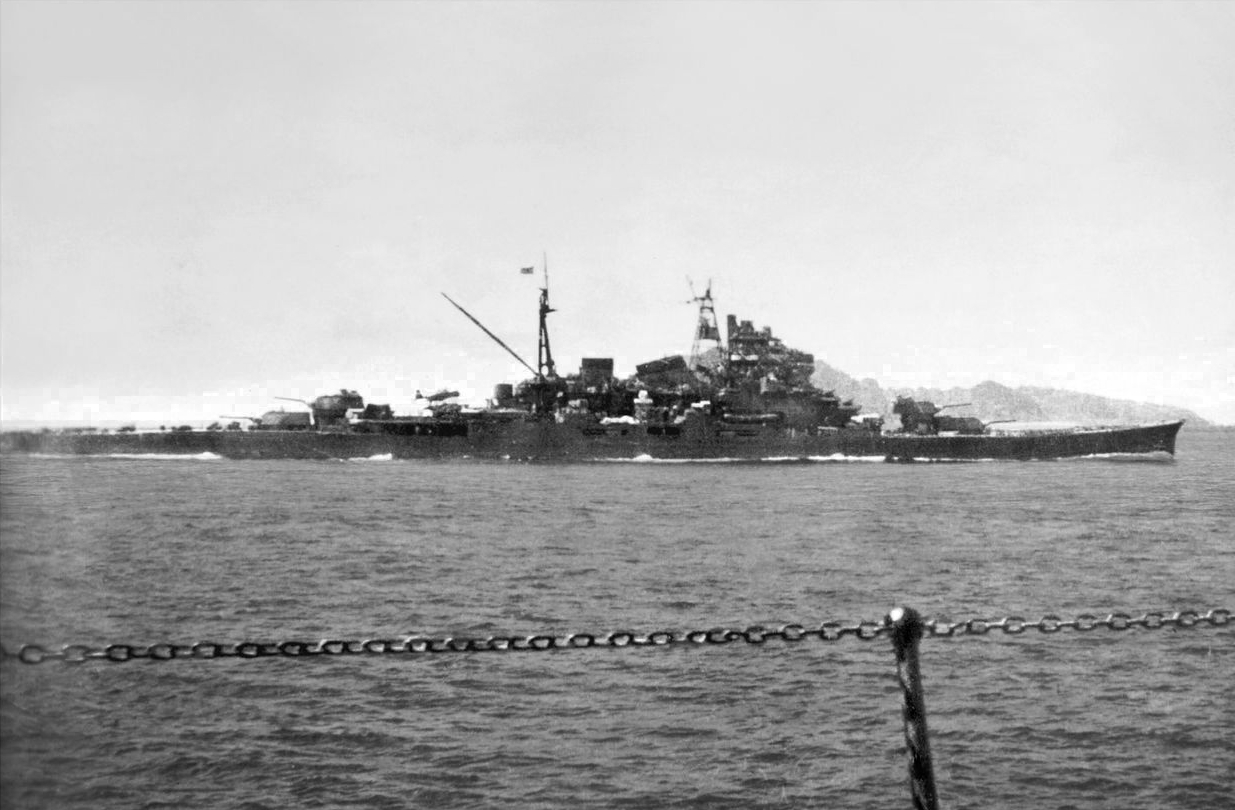
Мая у травні 1944 року в Таві-Таві

11—14 травня 1944-го «Мая» прослідував з Лінгга до Таві-Таві (у філіппінському архіпелазі Сулу поряд з нафтовидобувними районами острова Борнео). На той час японське командування очікувало швидкої ворожої атаки на головний оборонний периметр імперії, що після відходу з Труку проходив через Маріанські острови, Палау та захід Нової Гвінеї, а тому перевело флот ближче до цих районів. 12 червня американці розпочали операцію по оволодінню Маріанськими островами і наступної доби японський флот рушив для контратаки, при цьому Мая належав до загону «С» адмірала Куріти. В битві 19—20 червня у Філіппінському морі японці зазнали важкої поразки. Сам «Мая» 20 червня отримав певні пошкодження від близького розриву бомби, загинуло 16 членів екіпажу. 25 червня «Мая» прибув для ремонту до Йокосуки, де також отримав 18 додаткових одинарних установок 25-мм зенітних автоматів (що довело загальну кількість стволів такого калібру на кораблі до 66).
14 липня 1944-го «Мая» перейшов до Куре. Тут він прийняв на борт війська та доставив їх на острів Міякодзіма (південна група островів Рюкю), а 29 липня прибув до Сінгапура.
18 жовтня 1944-го головні сили японського флоту полишили Лінгга для підготовки до протидії неминучій ворожій атаці на Філіппіни. Вони прослідували через Бруней, після чого розділились на два з'єднання. «Мая» увійшов до ескорту головних сил адмірала Куріти, які мали слідувати через північну частину внутрішніх морів Філіппін. Втім, «Мая» не зміг дійти туди, оскільки вранці 23 жовтня під час слідування уздовж західного узбережжя острова Палаван з'єднання Куріти пройшло через район дії кількох американських підводних човнів. По «Мая» дали шеститорпедний залп з субмарини «Дейс», при цьому чотири торпеди влучили в ціль. Всього за 8 хвилин після цього крейсер затонув, загинуло 336 членів екіпажу. Ще 769 моряків підібрав есмінець «Акісімо», який передав їх на лінкор «Мусаші». 24 жовтня останній буде потоплений авіацією під час слідування через внутрішню частину Філіппінського архіпелагу, при цьому есмінець «Сімакадзе» серед врятованих підбере 607 членів екіпажу «Мая».